# Darwin Bedoya
Darwin Bedoya (Moquegua, 1974) es un poeta, escritor y docente peruano. Sus poemas y cuentos han sido publicados en diversas revistas literarias, y su trabajo ha recibido reconocimientos en el ámbito de la literatura contemporánea en Perú.

## Biografía
Nació en Moquegua el año 1974 y desde adolescente radica en la ciudad de Juliaca. Se dedicó a la docencia en literatura y a la escritura. Su trayectoria literaria ha estado marcada por su participación en diversos encuentros de poesía. Ha colaborado en diversas publicaciones y revistas literarias, aportando ensayos y artículos sobre poesía contemporánea. Además, ha sido invitado a ferias del libro y congresos de literatura, donde ha expuesto sobre la producción poética en el contexto andino.
Recibió varios premios, incluido el Concurso Nacional de Poesía “Premio Pucará” en 1997 y su poemario El libro de las sombras fue galardonado con el Premio Copé de Oro en 2011, lo que consolidó su reconocimiento en el panorama literario nacional. 

## Obras
Entre sus publicaciones más notables se encuentran:
- Los caminos distantes (1996)
- Escrito en trance (1997)
- Yarume, primera edad del silencio (2004)
- Oscura ceremonia (2010)[7]
- Mi padre ojos de caballo (2010)
- Leve ceniza (2010)
- Terminal terrestre (2011)
- Cuaderno de ceniza (2011)
- El libro de las sombras (2011)
- El lugar donde orina un animal (2016)
- Poemas para ser expulsado del cole (2019)
- Teoría de los precipicios (2021)

## Premios y Reconocimientos
Ha recibido diversos galardones que destacan su talento y contribución a la literatura.
- Concurso Nacional de Poesía “Premio Pucará” (1997)
- Primer Premio Nacional Horacio en el género de cuento por su libro de microrrelatos Bosque de luciérnagas (2011)
- Primer Premio Copé Internacional de Oro por El libro de las sombras (2011)
- Premio Nacional Horacio en el género de poesía por su libro El lugar donde orina un animal (2015)